# Impatiens walleriana
Impatiens walleriana Hook.f., 1868 è una pianta appartenente alla famiglia delle Balsaminaceae.

## Descrizione
È specie erbacea che non supera i 40-50 centimetri d'altezza.

Varie colorazioni dei fiori
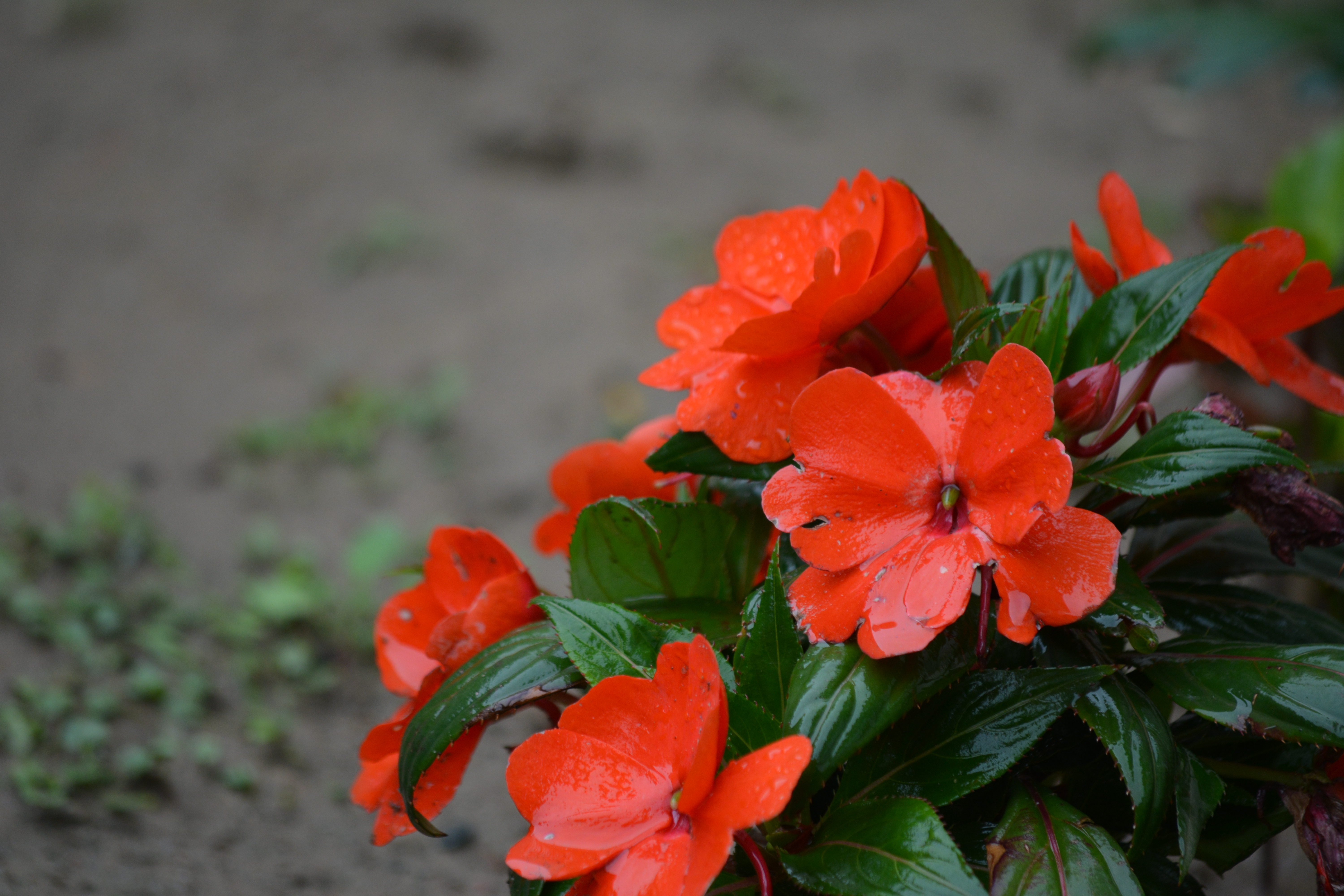
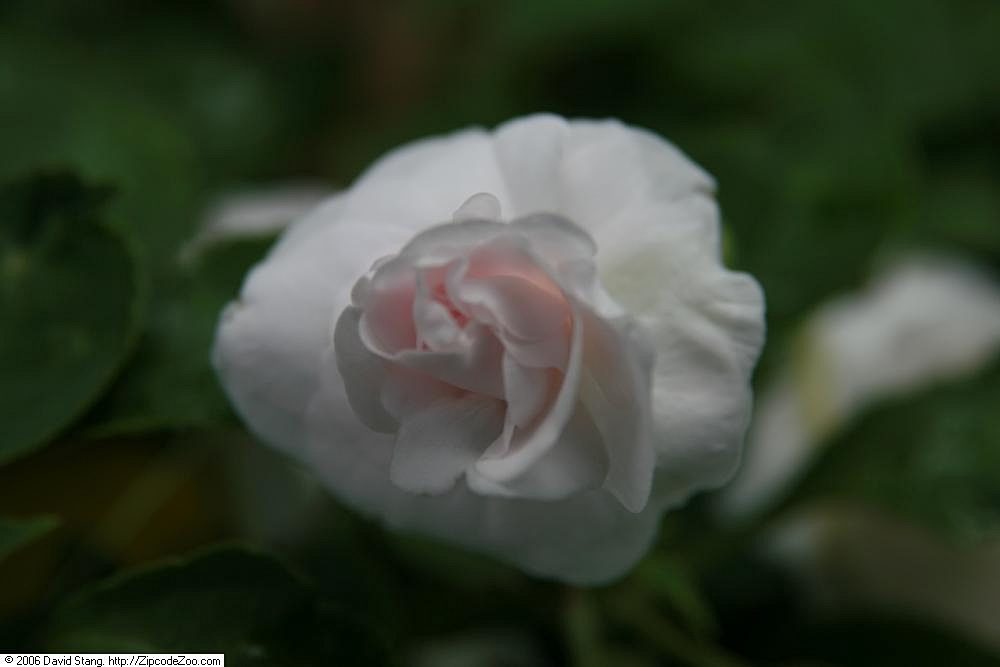
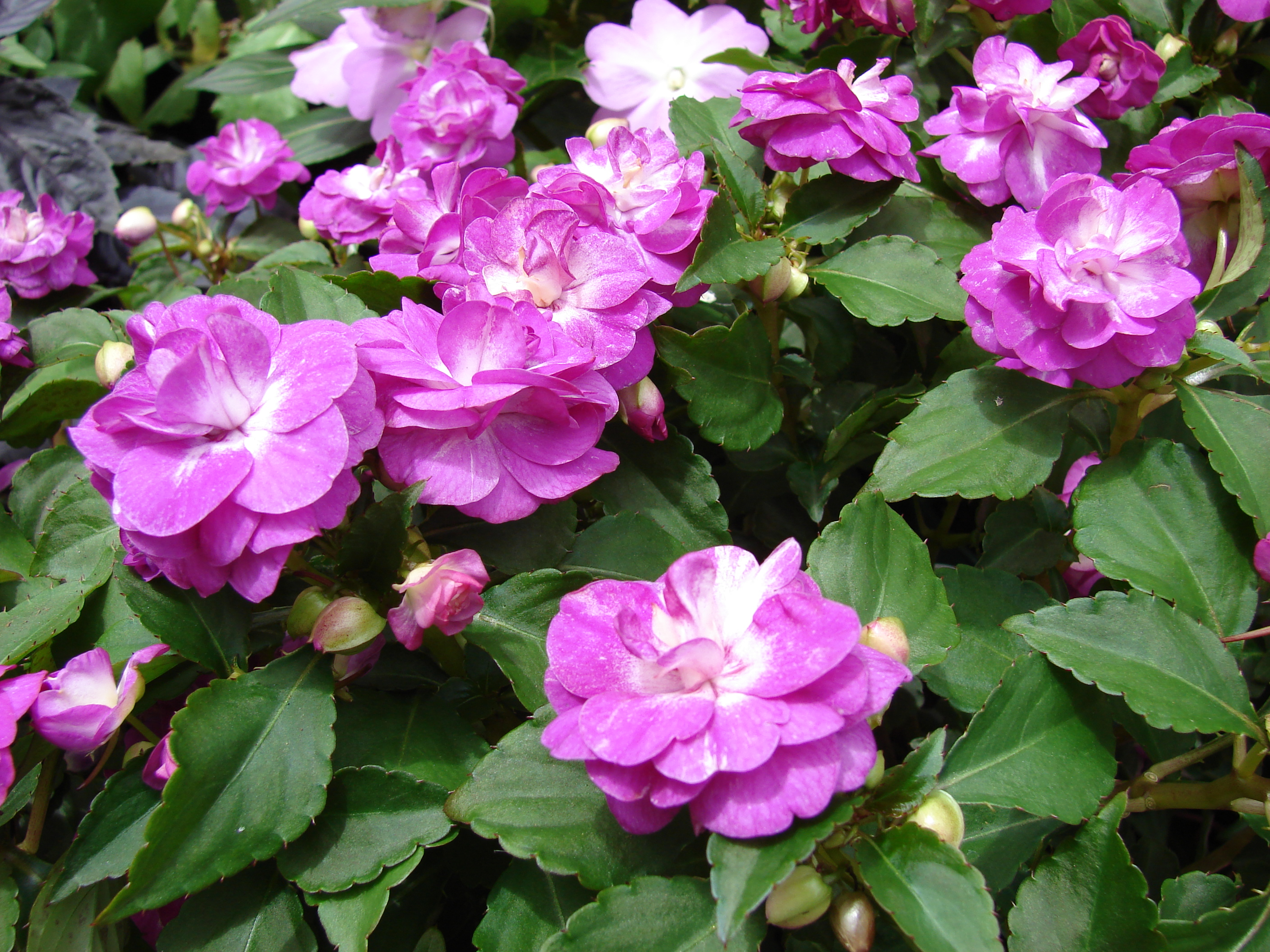
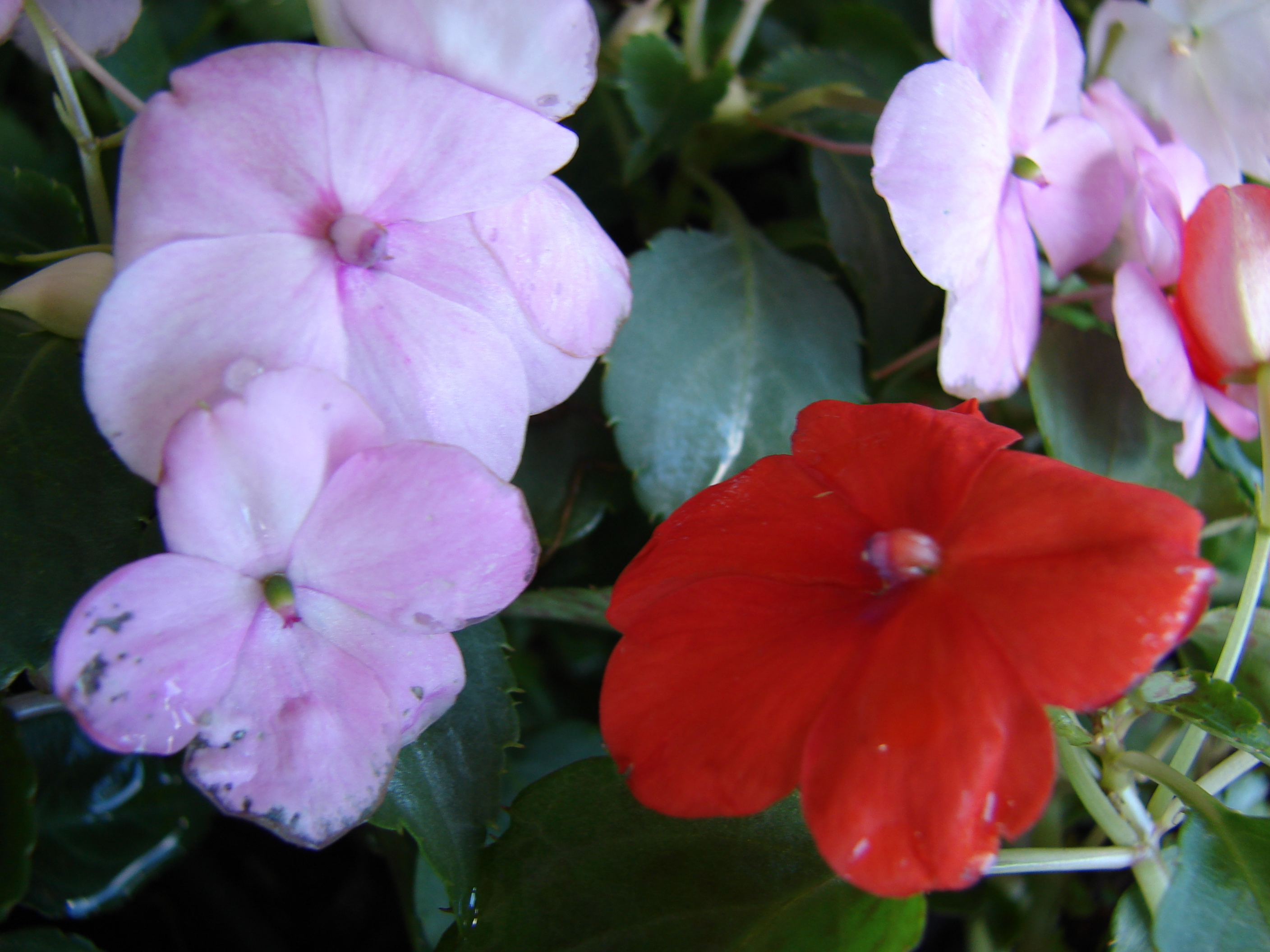

## Distribuzione e habitat
La specie è nativa dell'Africa orientale (Kenya, Malawi, Mozambico, Tanzania e Zimbabwe).

## Coltivazione
La pianta può essere coltivata quasi ovunque, su terreni di tipo gessoso, grasso, sabbioso o argilloso, con pH acido, alcalino o neutro. Si adatta a qualsiasi esposizione (sole, mezzombra e ombra).